# Høgholmen (Fjell)
Ne doit pas être confondu avec Høgholmen, Høgholmen (Austevoll) ou Høgholmen (Masfjorden).
Høgholmen est une île dans le landskap Sunnhordland du comté de Vestland. Elle appartient administrativement à Fjell.

## Géographie
Rocheuse et couverte de bosquets, elle s'étend sur environ 207 m de longueur pour une largeur approximative de 73 m. 